# Hans-Peter Burri
Hans-Peter ("Hansi") Burri (22 december 1963) is een voormalig profvoetballer uit Zwitserland, die actief was als verdediger. Hij speelde op 21 juni 1989 zijn eerste en enige interland voor zijn vaderland Zwitserland. Het betrof een vriendschappelijke wedstrijd tegen Brazilië, die met 1-0 werd gewonnen. Burri viel in die wedstrijd na 82 minuten in voor Beat Sutter (Neuchâtel Xamax FC).

## Erelijst
FC Luzern
- Landskampioen

1989
- Zwitserse beker

1992